# Mänsklig bildsyntes
Mänsklig bildsyntes (human image synthesis) är en process genom vilken en bild av ett verkligt eller fiktivt objekt eller miljö skapas genom datorer. Mänsklig bildsyntes kan användas inom en mängd olika områden, inklusive film, datorspel, arkitektur, industridesign och medicin.
Det finns olika metoder för att generera bilder med hjälp av datorer, inklusive strålföljning, radiosity och rasterisering. Ray tracing använder sig av strålar för att simulera hur ljuset beter sig i en scen, medan radiosity simulerar hur ljuset fördelar sig i en miljö. Rasterisering använder sig av pixlar för att skapa en bild på en skärm.
Mänsklig bildsyntes kan också användas för att skapa realistiska avbildningar av fysiska miljöer och objekt, såsom landskap, hus och möbler. Detta kan användas inom arkitektur och industridesign för att skapa visualiseringar av hur ett projekt kan komma att se ut i verkligheten.
Inom medicin kan mänsklig bildsyntes användas för att skapa avbildningar av kroppens inre för diagnostiska ändamål med hjälp av verktyg som CT- och MR-skannrar. Detta kan hjälpa läkare att få en bättre förståelse för patientens hälsotillstånd och välja rätt behandling.
Mänsklig bildsyntes har även använts inom filmindustrin för att skapa specialeffekter och animationer. Detta kan inkludera allt ifrån att lägga till effekter till redan existerande filmer till att skapa hela fiktiva världar och karaktärer.

## Tidslinje
- 1971. Henri Gouraud skapar den första representationen av ett mänskligt ansikte genom scanning, med sin fru Sylvie Gouraud som modell.

- 1994. Filmen The Crow blir den första film vars produktion använde sig av digital sammansättning av en datorsimulerad representation av ett ansikte på scener filmade med en kroppsdubbel. Nödvändigheten var musan när skådespelaren Brandon Lee som porträtterade huvudpersonen dödades tragiskt av misstag på scenen.

- 2015. För filmen Fast & Furious 7 görs en digital look-alike av skådespelaren Paul Walker som dog i en olycka under inspelningen av Weta Digital för att göra filmen färdig.

- 2019. I september detta år sände den finska public service-verksamheten Yle en deepfake av presidenten Sauli Niinistö i syfte att belysa den framskridande desinformationsteknologin och de problemen denna kan komma att ge upphov till.